# جوليان سيكوت
جوليان سيكوت (بالفرنسية: Julien Sicot)‏ (مواليد 20 مارس 1978) هو سبّاح فرنسي، مثّل بلاده في الألعاب الأولمبية الصيفية 2004.

## روابط خارجية
جوليان سيكوت على موقع الاتحاد الدولي للسباحة (الإنجليزية)
- جوليان سيكوت على موقع SwimRankings.net (الإنجليزية)
- جوليان سيكوت على موقع اللجنة الأولمبية الدولية (الإنجليزية)
- جوليان سيكوت على موقع أوليمبيديا (الإنجليزية)